# Рустамова, Чинар Таджиевна
Чинар Таджиевна Рустамова (туркм. Çynar Täjiýewna Rustemowa; Туркменская ССР) — туркменский государственный деятель, дипломат. С 2018 года и по настоящее время является ответственным секретарём Национальной комиссии Туркменистана по делам ЮНЕСКО. Герой Туркменистана (2021).

## Биография
11 октября 2013 года Чинар Рустамова вручила верительные грамоты Председателю КНР Си Цзиньпину.
3 июня 2016 года назначена послом во Вьетнаме. В октябре вручила верительные грамоты президенту Вьетнама Чан Дай Куангу.
15 мая 2018 года назначена послом в КНДР, с резиденцией в Пекине. В июне 2018 года Чинар Рустамова вручила верительные грамоты Председателю Президиума Верховного народного собрания КНДР Ким Ён Наму.
20 декабря 2018 года Указом Президента Туркменистана Гурбангулы Бердымухамедова Чинар Рустамова освобождена от должностей чрезвычайного и полномочного посла Туркменистана в Китае (с резиденцией в Пекине), а также посла страны в Монголии, Вьетнаме и КНДР по совместительству в связи с переходом на другую работу.
С 2018 года Чинар Рустамова является ответственным секретарём Национальной комиссии Туркменистана по делам ЮНЕСКО. Также является старшим преподавателем кафедры социальных в институте международных отношений МИД Туркменистана.

## Награды
- Герой Туркменистана (25 сентября 2021) — учитывая большой личный вклад в упрочение суверенитета, конституционного строя, государственной независимости и постоянного нейтралитета независимого нейтрального Туркменистана, особо выдающиеся заслуги перед государством и обществом, достигнутые успехи, а также многолетний усердный и самоотверженный труд[16]
- Юбилейная медаль «25 лет Нейтралитета Туркменистана» (2020)[17]
- Медаль «Махтумкули Фраги» (2014)[18]
- Знак отличия «Искусный дипломат Туркменистана» (17 февраля 2023) — учитывая большие достижения в укреплении государственной независимости и нейтралитета Туркменистана, реализации внешнеполитического курса, развитии политических, культурно-гуманитарных и иных связей страны, защите государственных интересов Туркменистана, подготовке молодых специалистов, добросовестный и образцовый многолетний труд на дипломатической службе, а также по случаю Дня дипломатических работников Туркменистана[19]
- Памятный знак Туркменистана «Magtymguly Pyragynyň 300 ýyllygyna» (10 декабря 2024) — учитывая большой личный вклад в изучение в эру Возрождения новой эпохи могущественного государства творческого наследия туркменского поэта-классика Махтумкули Фраги и его популяризацию в мире, в воспитание подрастающего молодого поколения в духе почитания национальных ценностей, традиций и обычаев нашего народа, сформировавшихся на протяжении веков, в воспитание качеств патриотизма, высокой нравственности, трудолюбия, гуманизма, храбрости и мужества, а также по случаю 300-летия со дня рождения Махтумкули Фраги[20]
- Международная премия имени Махтумкули (10 декабря 2024) — за особые заслуги в популяризации в мире исторических достижений нашей страны, национальной литературы, культуры и искусства, проведении в жизнь традиций гуманизма, возрождении исконного культурного наследия и духовных ценностей народа, изучении и бережном сохранении творческого наследия туркменского поэта-классика Махтумкули Фраги, популяризации его политико-философских, общественных и духовно-нравственных воззрений, взглядов на справедливость и человечность, воспитании молодого поколения в духе патриотизма и высокого гуманизма в эру Возрождения новой эпохи могущественного государства, а также в соответствии с протоколом Комитета по Международным премиям имени Махтумкули[21]